# Émile D'Heur
Émile D'Heur, né à Liège en 1827 et mort dans sa ville natale en 1906, est un peintre et dessinateur belge. Il est surtout professeur de dessin à l'Académie royale des beaux-arts de Liège de 1876 à 1902.

## Biographie
À partir de fin 1860, Émile D'Heur enseigne le dessin à l'Institut des sourds et muets de la ville de Liège. Par après, il est nommé professeur de dessin des instituts des écoles communales des quartiers du Nord et de l'Est en novembre 1869 et de l'École moyenne en novembre 1873. Enfin, il est professeur de dessin à l'Académie royale des beaux-arts de Liège de 1876 à 1902,,,. Il abandonne la pratique de la peinture pour se consacrer exclusivement à l'enseignement,,,.
Lors de son entrée à l'Académie en 1876, il reprend le cours de principes du dessin (enseignement élémentaire) à la suite du décès de François Van Roy,. La pension d'Auguste Chauvin en 1880 et le nombre croissant d'élèves entraînent une réorganisation des cours en 1881-1882. Le cycle inférieur d'apprentissage se divise désormais en deux groupes : la 1re année est prise en charge par Édouard van Marcke et Joseph Waroux, et la 2e année par Émile d'Heur et François Namur,,. L'artiste s'occupe aussi de différents cours dans la classe des demoiselles créée en 1883-1884,,. À la suite du décès de Jean-Mathieu Nisen en 1885, Émile d'Heur monte en grade et reprend les cours de dessin et de proportions du corps humain du cycle moyen d'apprentissage (3e année),. Henri Berchmans reprend ses cours de dessin de 2e année du cycle inférieur d'apprentissage,.
En plus de sa carrière d'enseignant, il collabore de façon sporadique avec le journal La Meuse,. Selon ce journal, l'artiste-enseignant est « un esprit extrêmement érudit et distingué, maniant la plume au moins avec autant d'aisance que le pinceau » dont « la noblesse et la droiture de caractère sont à la hauteur de sa grande valeur intellectuelle ».
Lorsqu'il se pensionne en 1902, il est nommé professeur honoraire et « il fait donation entre vifs et irrévocable, à la Ville de Liége, de toutes ses collections, consistant en tableaux, copies de tableaux, eaux-fortes, dessins, photographies artistiques, ouvrages d'art, d'enseignement et de littérature, composant sa bibliothèque, ainsi que diverses œuvres artistiques » pour une valeur, à l'époque, de 31 791 francs belges.
Il décède le 17 novembre 1906 à Liège, laissant « le souvenir d'un homme fort au-dessus de sa situation sociale par la valeur de facultés qui ne recherchaient point le bruit ni l'apparat ».

## Œuvre
Émile D'Heur est un dessinateur et peintre de scènes de genre, natures mortes, portraits, sujets historiques et allégoriques,,.
Des œuvres de l'artiste sont présentes dans les collections du musée de l'Art wallon.

## Le professeur et ses élèves
Considéré comme un professeur « bienveillant, encourageant et accueillant », il s'intéresse « vivement à la carrière artistique des élèves qu'il instruit favorisant souvent leurs débuts par l'achat de leurs premières œuvres ». Selon ses propres mots, Émile D'Heur considère qu'il convient de « laisser à l'élève la fraîcheur de son impression, son initiative et la liberté de son
intelligence » et que « le professeur est un guide qui doit connaître les aptitudes de ses élèves et leur donner des conseils spéciaux ». Il n'est pas partisan « de l'ingérence exagérée du maître, qui [...] peut devenir un danger et une entrave ».
Lors de la manifestation organisé en son honneur en mai 1902 à la suite de sa « mise à la pension », Mlle Van Stratum, l'une de ses anciennes élèves, met en avant non seulement ses qualités d'enseignant mais aussi son rôle, précurseur encore à cette époque, dans l'ouverture de l'instruction artistique aux femmes : 

« Je suis heureuse de l'honneur qui m'échoit d'être l'interprète de vos anciens élèves pour vous offrir un faible témoignage de notre sympathie et de notre attachement. Permettez-moi donc d'exprimer ici les sentiments de tous en vous remerciant de tout cœur des soins éclairés dont vous nous avez entourés et surtout du réel talent avec lequel vous nous avez initiés aux principes si difficiles de l'art du dessin. Nous, dames et jeunes filles, nous vous devons une reconnaissance toute spéciale : C'est vous, cher maître, qui avez eu l'heureuse idée de nous faire admettre à l'Académie pour y suivre les cours de dessin et
nous ouvrir ainsi une carrière dont nous étions exclues. »

## Expositions
- 1888 : Exposition des Beaux-Arts, du 29 avril au 17 juin, Conservatoire royal, Liège[21].